# Otto Heipertz
Otto Heipertz (* 22. August 1884 in Mettmann; † 9. Januar 1954 in Homberg) war ein deutscher Politiker und Jurist. Er war von 1920 bis 1933 Bürgermeister von Neustrelitz und gehörte von 1927 bis 1930 dem Landtag des Freistaates Mecklenburg-Strelitz an.

## Leben und Wirken

### Ausbildung zum Rechtswissenschaftler und erste Anstellungen
Otto Heipertz war Sohn des Sparkassendirektors Karl Heipertz und dessen Frau Emma, geb. Gros. Nach dem Besuch der Volksschule, Seminarübungsschule und höheren Privatschule in seiner Geburtsstadt Mettmann erlangte er 1904 das Abitur an der Fürstlichen Landesschule Schulpforta bei Naumburg. Im Anschluss leistete er als Einjährig-Freiwilliger seinen Militärdienst in Arolsen. Von 1905 bis 1908 studierte er Rechtswissenschaften in Berlin, Marburg und Bonn. Nachdem er 1909 in Köln die erste juristische Staatsprüfung bestanden hatte, arbeitete er als Gerichtsreferendar in Mettmann und Düsseldorf. 1911 wurde er in Marburg promoviert mit einer Schrift über die Voraussetzungen der Annahme an Kindesstatt im deutschen Recht. Zwischenzeitlich als Syndikus der Chemischen Fabrik in Mettmann arbeitend, legte Heipertz seine zweite Staatsprüfung ab und begann 1914 eine kurzzeitige Tätigkeit als Gerichtsassessor. Nachdem er im Ersten Weltkrieg Militärdienst geleistet hatte, ging er als Magistratsassessor nach Eisleben.

### Bürgermeister, Landtagsabgeordneter und Parlamentarischer Staatsrat
In Eisleben wurde Heipertz im Mai 1917 Stadtrat und im September 1918 Bürgermeister sowie Stellvertreter des Oberbürgermeisters, was er bis zum Dezember 1919 blieb. Danach zog er nach Neustrelitz, wo er ab 1920 unter anderem als Standesbeamter und ab 1923 als stellvertretendes Mitglied des Landesverwaltungsgerichts von Mecklenburg-Strelitz arbeitete. Im Februar 1920 wurde er zum Bürgermeister von Neustrelitz gewählt, 1925 folgte seine Wiederwahl.
Zu Beginn seiner politischen Karriere war Heipertz zunächst Mitglied der DBAMP (Deutsche Beamten-, Angestellten und Mittelstandspartei). Nach seiner Wahl in den vierten Landtag von Mecklenburg-Strelitz im Juli 1927 vertrat er als Abgeordneter die AGHG, im fünften Landtag die DVP. Der Landtagspräsident Fritz Foth (SPD) ernannte Heipertz am 21., 23. und 29. Februar 1928 wiederholt zum Staatsminister von Mecklenburg-Strelitz, der gleichberechtigt mit Kurt von Reibnitz arbeiten sollte. Aufgrund von Misstrauensanträgen der DNVP und Verweigerung der Regierungsgeschäftsübergabe durch die Ministerialdirektoren Erich Cordua und Harry Ludewig kam es jedoch zunächst nicht zum Amtsantritt der beiden Staatsminister. Am 29. Februar wurde ihnen zwar das Vertrauen erneut vom Parlament entzogen, sie durften jedoch bis zum 8. März 1928 als Geschäftsminister im Amt bleiben. Am darauffolgenden Tag stellte die DNVP einen Antrag auf Entzug der Geschäftsführung, dem der Landtag im Fall von Heipertz zustimmte, während Kurt von Reibnitz allein die Geschäfte weiterführte.
Am 16. April 1929 wurde Heipertz vom Landtag zum Parlamentarischen Staatsrat im Staatsministerium von Mecklenburg-Strelitz gewählt. Dieses Amt war auf Grund eines Vermittlungsvorschlags des von der Reichsregierung bei der Regierungsbildung eingesetzten Beauftragten Kurt Häntzschel geschaffen worden. Die Stellung der Parlamentarischen Staatsräte war zunächst umstritten, schließlich wurde ihnen nur der Status von Beratern des Staatsministers Reibnitz zugebilligt.

### Rücktritt und Entlassung
Am 8. Dezember 1930 legte Heipertz sein Landtagsmandat und das Amt des Parlamentarischen Staatsrats nieder. Er begründete diesen Schritt mit gesundheitlichen Problemen. Das Bürgermeisteramt in Neustrelitz übte er weiterhin aus. Im Dezember 1931 ernannte ihn Staatsminister Heinrich von Michael für ein Jahr zusätzlich zum Staatskommissar von Burg Stargard und übertrug ihm die Verwaltung der Sparkasse der Stadt.
Im Juni 1933 entließ Reichsstatthalter Friedrich Hildebrandt Otto Heipertz  aus seinem Amt als Bürgermeister von Neustrelitz. Hildebrandt berief sich dabei auf §4 des BBG. Aufgrund Heipertz' bisheriger politischen Betätigung gäbe es keine Gewähr, dass dieser „jederzeit rückhaltlos für den nationalen Staat“ eintrete. Im Monat zuvor hatte sich Heipertz geweigert, eine Petition an den Reichspräsidenten zur Ernennung von Hildebrandt zum Reichstatthalter zu unterschreiben. Heipertz' Widerspruch gegen die Entlassung, worin er betonte, kein Gegner der nationalsozialistischen Bewegung zu sein, hatte keinen Erfolg.

### Kriegsdienst, Rechtsanwalt und Richter, Tod und Nachkommen
Ab 1934 war Heipertz als Rechtsanwalt und Notar in Neustrelitz tätig. Im Zweiten Weltkrieg leistete er zunächst Heeresdienst, bis er wegen eines Gallenleidens entlassen wurde. Er war Leiter einer Kfz-Beschaffungskommission, Hauptmann und Kriegsverwaltungsrat, später Oberstabsintendant und Intendanturrat. Im November 1942 nahm er wieder seine Arbeit als Rechtsanwalt in Neustrelitz auf. Ende 1945 flüchtete er aus der Sowjetischen Besatzungszone und arbeitete bis 1949 als aufsichtsführender Richter beim Amtsgericht Homberg (Efze). 1954 starb er mit 69 Jahren in Homberg.
Heipertz war zweimal verheiratet. Zunächst ab 1911 mit Emma Sophie, geb. Freudewald (* 1889), mit der er sechs Kinder bekam. 1949 heiratete er Else, geb. Neubaur (* 1887). Zu seinen Kindern gehörten der Diplomat Otto E. Heipertz und der Mediziner Wolfgang Heipertz.

## Schriften
- Die Voraussetzungen der Annahme an Kindesstatt nach dem geltenden deutschen bürgerlichen Rechte. R. Noske, Borna-Leipzig 1911.
- Das Staatsrecht des Deutschen Reiches: Lehrbuch für den Gebrauch an Verwaltungsfachschulen. Heipertz' Vorbereitungsbücher für den Kommunal-Verwaltungsdienst. Band 1. Galle, Berlin 1914.
- Die preußische Verfassungs-Urkunde: Lehrbuch für den Gebrauch an Verwaltungsfachschulen. Heipertz' Vorbereitungsbücher für den Kommunal-Verwaltungsdienst. Band 2. Galle, Berlin 1914.